# Лавинна зміна частоти

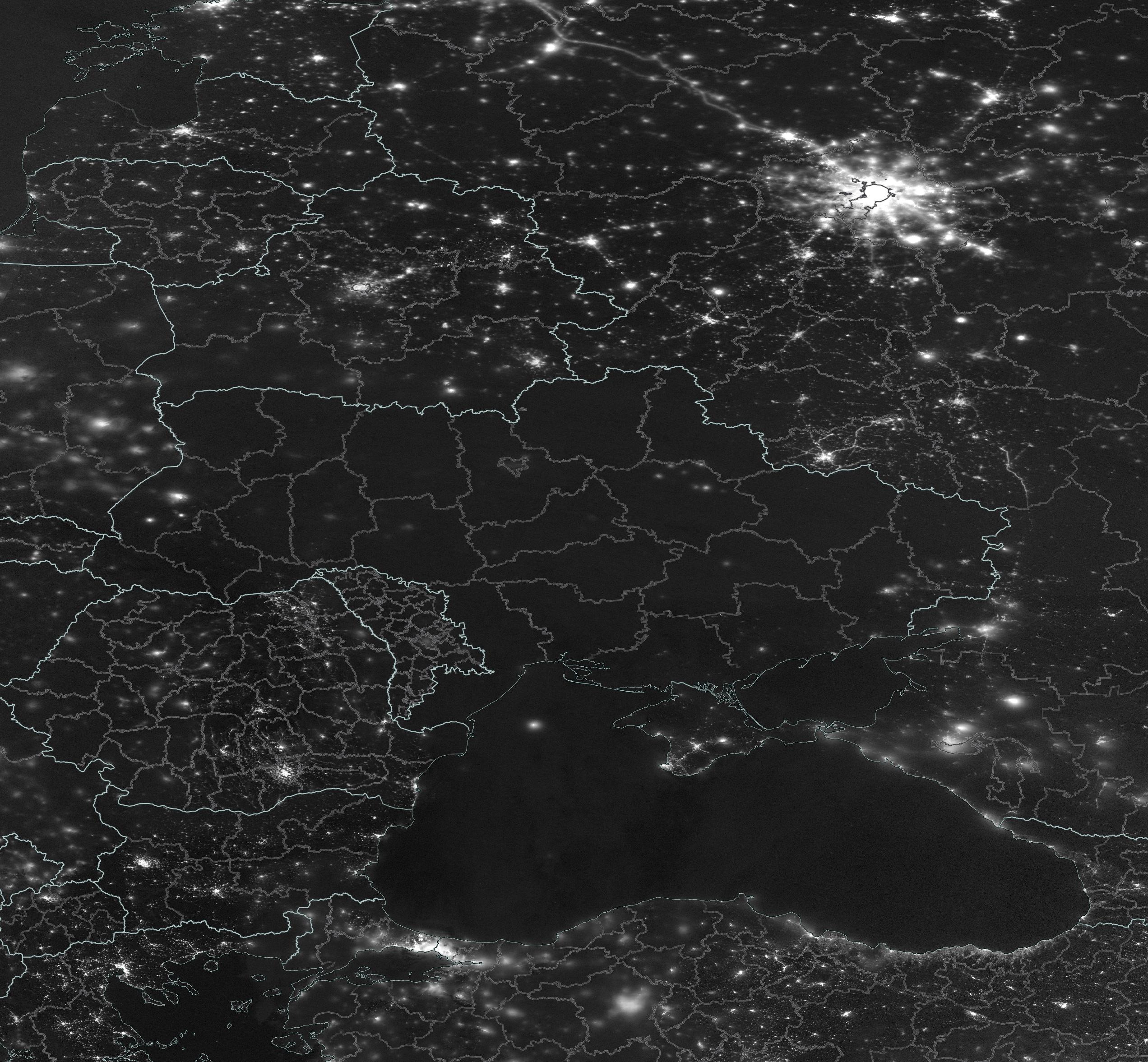
Знімок супутника NASA, 24 листопада 2022 року. Відсутність світла вночі на теренах України після потужного ракетного бомбардування росіянами 23 листопада цивільних енергетичних споруд держави. Аварійне вимкнення електростанцій.

Лавина частоти — явище лавиноподібного зниження частоти в енергосистемі, яке викликане нестачею активної потужності, що 
наростає.

## Пояснення
Суттєвий, а подекуди і визначальний вплив на перебіг процесів зміни частоти під час небалансів потужності, надає реакція на аварійні збурення — теплових електростанцій, насамперед блокових агрегатів з високими та надвисокими показниками пари, котрі й становлять зазвичай, основну частку джерел вироблення електроенергії. Ця реакція залежить від низки чинників: наявності резервів потужності, типу котлів, присутності систем керування котлами та турбогенераторами, режимів роботи агрегатів: на номінальному чи ковзному тиску (коли у міру зниження потужності установки, тиск у котлі знижується), тощо.
У разі наявності оборотного резерву потужності на теплових електростанціях, їх реакція на аварійне збурення з нестачею активної потужності, істотно впливає на роботу АЧР (автоматичного частотного розвантаження).
Насправді ж, якщо запас потужності виявляється недостатнім, не впроваджується або відсутній взагалі, виникнення нестачі активної потужності призводить до зниження частоти, через що зменшується продуктивність механізмів власних потреб теплових електростанцій і, як наслідок, механічна потужність турбін та електрична потужність генераторів.
За певного поєднання характеристик навантаження та генерації, навіть у такому разі, може настати тривалий стійкий режим енергосистеми, тобто зі зниженою частотою. Однак коли співвідношення цих показників несприятливе, через зниження потужності турбін дефіцит наростає і процес може набути лавиноподібного характеру, тобто невелике початкове відхилення частоти поступово збільшується і починаючи з деякої миті, частота мережі різко знижується, що призводить до повної зупинки електростанцій та вимкнення всіх споживачів.